# Ski acrobatique aux Jeux olympiques de 2022
Navigation
Pyeongchang 2018 2026
Les  épreuves de ski acrobatique aux Jeux olympiques d'hiver de 2022 ont lieu du 3 au 19 février 2022 au Genting Secret Garden à Zhangjiakou et au Big Air Shougang à Pékin en Chine.
En juillet 2018, le Comité international olympique approuve l'ajout du Big Air pour les hommes et pour les femmes, ainsi qu'une épreuve mixte par équipe de saut. Le nombre total de compétitions est ainsi porté à 13.
Le 26 février 2022, le CIO décide d'attribuer la 3e du ski-cross féminin à la Suisse Fanny Smith. Elle avait été disqualifiée par le jury de la course après un contact avec l'Allemande Daniela Maier qui était donc montée sur la troisième marche du podium. La vedette chinoise des compétitions de ski acrobatique et de ces Jeux en général est Gu Ailing qui réalise un triplé de podiums inédit aux Jeux d'hiver, avec l'or en Big Air et au halfpipe, et l'argent du slopestyle. 

## Calendrier des compétitions
Le tableau ci-dessous récapitule le calendrier des 13 épreuves de ski acrobatique.
| Horaire local de l'épreuve (UTC +8) Heure de Paris (UTC +1) |

| Calendrier des épreuves de ski acrobatique | Calendrier des épreuves de ski acrobatique | Calendrier des épreuves de ski acrobatique | Calendrier des épreuves de ski acrobatique | Calendrier des épreuves de ski acrobatique | Calendrier des épreuves de ski acrobatique | Calendrier des épreuves de ski acrobatique | Calendrier des épreuves de ski acrobatique | Calendrier des épreuves de ski acrobatique | Calendrier des épreuves de ski acrobatique | Calendrier des épreuves de ski acrobatique | Calendrier des épreuves de ski acrobatique | Calendrier des épreuves de ski acrobatique | Calendrier des épreuves de ski acrobatique | Calendrier des épreuves de ski acrobatique | Calendrier des épreuves de ski acrobatique | Calendrier des épreuves de ski acrobatique | Calendrier des épreuves de ski acrobatique | Calendrier des épreuves de ski acrobatique | Calendrier des épreuves de ski acrobatique | Calendrier des épreuves de ski acrobatique |
| Février 2022                               | Février 2022                               | 3                                          | 4                                          | 5                                          | 6                                          | 7                                          | 8                                          | 9                                          | 10                                         | 11                                         | 12                                         | 13                                         | 14                                         | 15                                         | 16                                         | 17                                         | 17                                         | 18                                         | 18                                         | 19                                         |
| ------------------------------------------ | ------------------------------------------ | ------------------------------------------ | ------------------------------------------ | ------------------------------------------ | ------------------------------------------ | ------------------------------------------ | ------------------------------------------ | ------------------------------------------ | ------------------------------------------ | ------------------------------------------ | ------------------------------------------ | ------------------------------------------ | ------------------------------------------ | ------------------------------------------ | ------------------------------------------ | ------------------------------------------ | ------------------------------------------ | ------------------------------------------ | ------------------------------------------ | ------------------------------------------ |
| Hommes                                     | Saut                                       |                                            |                                            |                                            |                                            |                                            |                                            |                                            |                                            |                                            |                                            |                                            |                                            | 19:00 12:00                                | 19:00 12:00                                |                                            |                                            |                                            |                                            |                                            |
| Hommes                                     | Big Air                                    |                                            |                                            |                                            |                                            | 13:30 06:30                                |                                            | 11:00 04:00                                |                                            |                                            |                                            |                                            |                                            |                                            |                                            |                                            |                                            |                                            |                                            |                                            |
| Hommes                                     | Halfpipe                                   |                                            |                                            |                                            |                                            |                                            |                                            |                                            |                                            |                                            |                                            |                                            |                                            |                                            |                                            | 12:30 05:30                                | 12:30 05:30                                |                                            |                                            | 09:30 02:30                                |
| Hommes                                     | Bosses                                     | 19:45 12:45                                |                                            | 19:30 12:30                                |                                            |                                            |                                            |                                            |                                            |                                            |                                            |                                            |                                            |                                            |                                            |                                            |                                            |                                            |                                            |                                            |
| Hommes                                     | Slopestyle                                 |                                            |                                            |                                            |                                            |                                            |                                            |                                            |                                            |                                            |                                            |                                            | 12:30 05:30                                | 09:30 02:30                                |                                            |                                            |                                            |                                            |                                            |                                            |
| Hommes                                     | Ski cross                                  |                                            |                                            |                                            |                                            |                                            |                                            |                                            |                                            |                                            |                                            |                                            |                                            |                                            |                                            |                                            |                                            | 11:45 04:45                                | 15:55 08:55                                |                                            |
| Femmes                                     | Saut                                       |                                            |                                            |                                            |                                            |                                            |                                            |                                            |                                            |                                            |                                            | 19:00 12:00                                | 19:00 12:00                                |                                            |                                            |                                            |                                            |                                            |                                            |                                            |
| Femmes                                     | Big Air                                    |                                            |                                            |                                            |                                            | 09:30 02:30                                | 10:00 03:00                                |                                            |                                            |                                            |                                            |                                            |                                            |                                            |                                            |                                            |                                            |                                            |                                            |                                            |
| Femmes                                     | Halfpipe                                   |                                            |                                            |                                            |                                            |                                            |                                            |                                            |                                            |                                            |                                            |                                            |                                            |                                            |                                            | 09:30 02:30                                | 09:30 02:30                                | 09:30 02:30                                | 09:30 02:30                                |                                            |
| Femmes                                     | Bosses                                     | 18:00 11:00                                |                                            |                                            | 19:30 12:30                                |                                            |                                            |                                            |                                            |                                            |                                            |                                            |                                            |                                            |                                            |                                            |                                            |                                            |                                            |                                            |
| Femmes                                     | Slopestyle                                 |                                            |                                            |                                            |                                            |                                            |                                            |                                            |                                            |                                            |                                            | 10:00 03:00                                | 12:30 05:30                                |                                            |                                            |                                            |                                            |                                            |                                            |                                            |
| Femmes                                     | Ski cross                                  |                                            |                                            |                                            |                                            |                                            |                                            |                                            |                                            |                                            |                                            |                                            |                                            |                                            |                                            | 11:30 04:30                                | 15:10 08:10                                |                                            |                                            |                                            |
| Mixte                                      | Saut par équipe                            |                                            |                                            |                                            |                                            |                                            |                                            |                                            | 19:00 12:00                                |                                            |                                            |                                            |                                            |                                            |                                            |                                            |                                            |                                            |                                            |                                            |

| Q | Qualifications |  | Finale |

## Qualifications
Un total de 282 places est disponible pour les athlètes qui veulent participer aux Jeux.

## Résultats

### Hommes
| Épreuve                        | Or                    | Or               | Argent                    | Argent          | Bronze                | Bronze               |
| ------------------------------ | --------------------- | ---------------- | ------------------------- | --------------- | --------------------- | -------------------- |
| Big Air Résultats détaillés    | Birk Ruud (NOR)       | 187,75 pts       | Colby Stevenson (USA)     | 183,00 pts      | Henrik Harlaut (SWE)  | 181,00 pts           |
| Bosses Résultats détaillés     | Walter Wallberg (SWE) | 83,23 pts        | Mikaël Kingsbury (CAN)    | 82,18 pts       | Ikuma Horishima (JPN) | 81,48 pts            |
| Half-pipe Résultats détaillés  | Nico Porteous (NZL)   | 93,00 pts        | David Wise (USA)          | 90,75 pts       | Alex Ferreira (USA)   | 86,75 pts            |
| Saut Résultats détaillés       | Qi Guangpu (CHN)      | 129,00 pts       | Oleksandr Abramenko (UKR) | 116,50 pts      | Ilia Bourov (ROC)     | 114,93 pts           |
| Skicross Résultats détaillés   | Ryan Regez (SUI)      | Ryan Regez (SUI) | Alex Fiva (SUI)           | Alex Fiva (SUI) | Sergueï Ridzik (ROC)  | Sergueï Ridzik (ROC) |
| Slopestyle Résultats détaillés | Alexander Hall (USA)  | 90,01 pts        | Nick Goepper (USA)        | 86,48 pts       | Jesper Tjäder (SWE)   | 85,35 pts            |

### Femmes
| Épreuve                        | Or                     | Or                   | Argent                  | Argent                  | Bronze                    | Bronze            |
| ------------------------------ | ---------------------- | -------------------- | ----------------------- | ----------------------- | ------------------------- | ----------------- |
| Big Air Résultats détaillés    | Gu Ailing (CHN)        | 188,25 pts           | Tess Ledeux (FRA)       | 187,50 pts              | Mathilde Gremaud (SUI)    | 182,50 pts        |
| Bosses Résultats détaillés     | Jakara Anthony (AUS)   | 83,09 pts            | Jaelin Kauf (USA)       | 80,28 pts               | Anastassia Smirnova (ROC) | 77,72 pts         |
| Half-pipe Résultats détaillés  | Gu Ailing (CHN)        | 95,25 pts            | Cassie Sharpe (CAN)     | 90,00 pts               | Rachael Karker (CAN)      | 87,75 pts         |
| Saut Résultats détaillés       | Xu Mengtao (CHN)       | 108,61 pts           | Hanna Huskova (BLR)     | 107,95 pts              | Megan Nick (USA)          | 93,76 pts         |
| Skicross Résultats détaillés   | Sandra Näslund (SWE)   | Sandra Näslund (SWE) | Marielle Thompson (CAN) | Marielle Thompson (CAN) | Fanny Smith (SUI)         | Fanny Smith (SUI) |
| Slopestyle Résultats détaillés | Mathilde Gremaud (SUI) | 86,56 pts            | Gu Ailing (CHN)         | 86,23 pts               | Kelly Sildaru (EST)       | 82,06 pts         |

### Mixte
| Épreuve                             | Or                                                                    | Or     | Argent                                        | Argent | Bronze                                                  | Bronze |
| ----------------------------------- | --------------------------------------------------------------------- | ------ | --------------------------------------------- | ------ | ------------------------------------------------------- | ------ |
| Saut par équipe Résultats détaillés | États-Unis- Ashley Caldwell - Christopher Lillis - Justin Schoenefeld | 338,34 | Chine- Xu Mengtao - Jia Zongyang - Qi Guangpu | 324,22 | Canada - Marion Thénault - Miha Fontaine - Lewis Irving | 290,98 |

## Tableau des médailles
- Pays organisateur (Chine)

| Rang  | Nation           | Or | Argent | Bronze | Total |
| ----- | ---------------- | -- | ------ | ------ | ----- |
| 1     | Chine            | 4  | 2      | 0      | 6     |
| 2     | États-Unis       | 2  | 4      | 2      | 8     |
| 3     | Suisse           | 2  | 1      | 2      | 5     |
| 4     | Suède            | 2  | 0      | 2      | 4     |
| 5     | Norvège          | 1  | 0      | 0      | 1     |
| 5     | Australie        | 1  | 0      | 0      | 1     |
| 5     | Nouvelle-Zélande | 1  | 0      | 0      | 1     |
| 8     | Canada           | 0  | 3      | 2      | 5     |
| 9     | France           | 0  | 1      | 0      | 1     |
| 9     | Biélorussie      | 0  | 1      | 0      | 1     |
| 9     | Ukraine          | 0  | 1      | 0      | 1     |
| 12    | ROC              | 0  | 0      | 3      | 3     |
| 13    | Japon            | 0  | 0      | 1      | 1     |
| 13    | Estonie          | 0  | 0      | 1      | 1     |
| Total | Total            | 13 | 13     | 13     | 39    |